# Маньярратти, Алессандро
Алессандро Маньярратти (нем. Alessandro Mangiarratti; род. 15 сентября 1978, Беллинцона) — швейцарский футболист и тренер.

## Тренерская карьера
Возглавил молодёжную команду «Лугано» в 2015 году и три года являлся главным тренером. При этом совмещал пост главного тренера с ассистентом в молодежной сборной Швейцарии до 2017 года. Летом 2018 года возглавил «Кьяссо». После того как этот пост занял Андреа Манцо, Маньярратти стал техническим директором. С 2019 по 2021 год тренировал команду «Янг Бойз» до 21 года.1 января 2022 года Маньярратти, заменил на посту главного тренера «Вадуца» Марио Фрика и выиграл с командой Кубок Лихтенштейна, спустя пять месяцев. Осенью 2022 года он вывел «Вадуц» в групповой этап Лиги конференций УЕФА, победив в квалификационном раунде «Копер», «Коньяспор» и венский «Рапид». Однако в своей группе «Вадуц» занял последнее место с двумя очками, сыграв вничью с «Аполлоном» 0:0 и «Днепром-1» 1:1. После поражения в Челлендж лиге от «Ивердона» 1:3 подал в отставку.